# Māori-Malerei

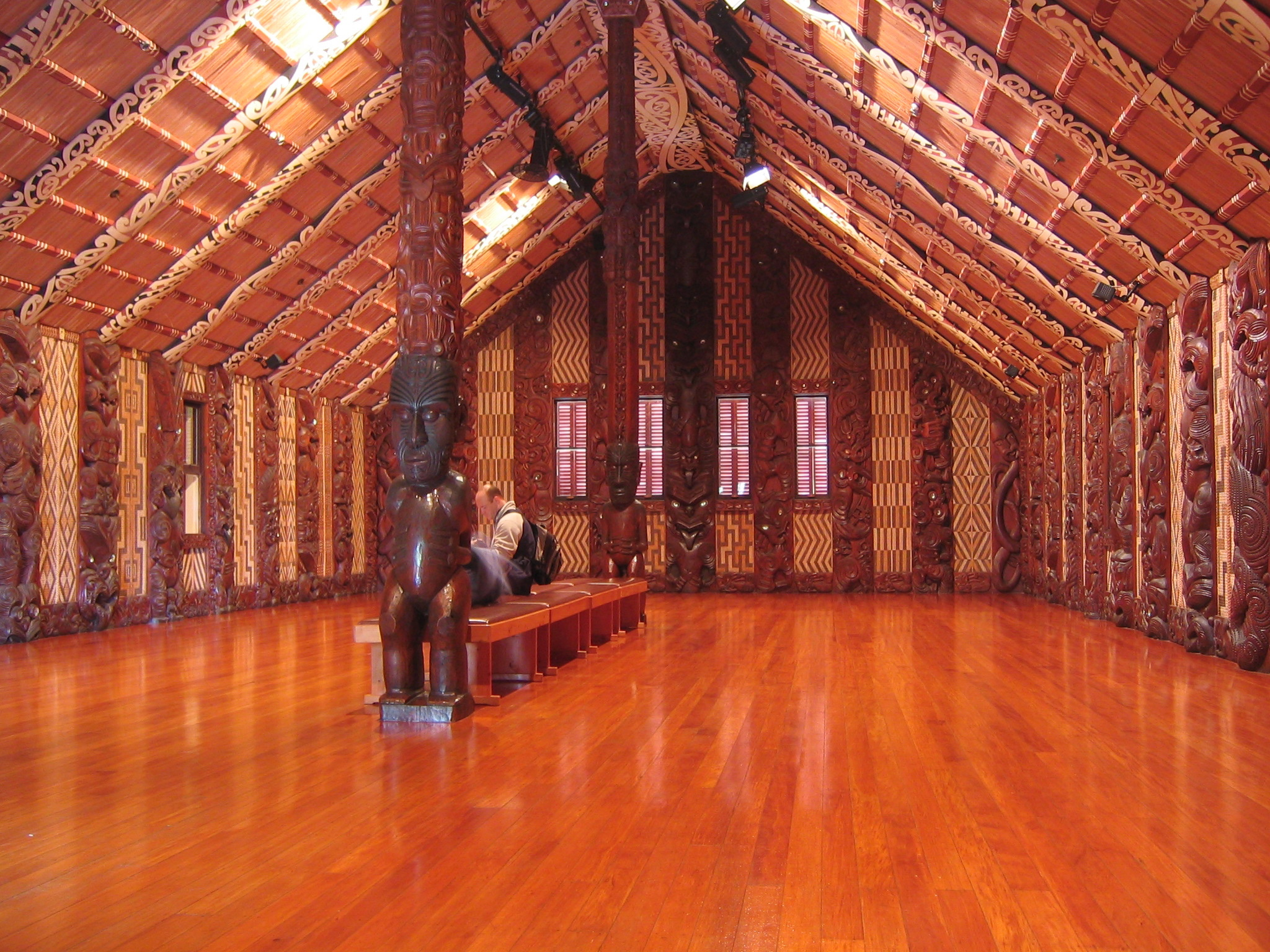
Wharenui (Versammlungshaus) in Waitangi

Die Māori-Malerei lässt sich in zwei Epochen einteilen, der Zeit der voreuropäischen Besiedlung Neuseelands und der Zeit, in der die Malerei als Kunst und Kunsthandwerk europäisch beeinflusst wurde. Es gibt nur wenige Beispiele und Zeugnisse der traditionellen Malerei der maorischen Urbevölkerung und man glaubt zu wissen, dass die Malerei nicht den gleichen Stellenwert in der Māori-Kultur besaß, wie das zum Beispiel die Schnitzereikunst, das Herstellen von Skulpturen oder Tā moko, die Kunst des Tätowierens hatten.

## Voreuropäische Malerei
Mit der Ankunft der europäischen Siedler, Händler und Missionare im Neuseeland des 19. Jahrhunderts, erfuhr die Kultur der Māori tiefgreifende Veränderungen, was sich auch in einer veränderten Wahrnehmung und Darstellung von Kunst und in Kunsthandwerken deutlich zeigte. Auch und gerade die Malerei war davon nicht ausgenommen. Hatte die Malerei in den früheren traditionellen Kunsthandwerken eine nicht so große Bedeutung, sollte sich dies ab dem 19. Jahrhundert aber radikal ändern.
In der voreuropäischen Zeit bestand das Malhandwerk vor allem aus dem kunstvollen Verzieren von Paddeln, der Bemalung und Gestaltung der Unterseiten der Waka (Kanus), der Bemalung von Monomenten und den vertikal verlaufenden Dachbalken in den Wharenui, den Versammlungshäusern der Māori, die gleichzeitig ihr Tapu waren, ein Ort, dem man mit Respekt und Ehrerbietung begegnete. Auch das kunstvolle Bemalen von Steinen und Steinfelsen in Höhlen bzw. Grotten, was eher der Technik des Zeichnens zugeordnet wird, war ihrer Kultur eigen.
Die einzige Malerei, die als bedeutungsvoll in der traditionellen Kunst der Māori angesehen werden kann, ist die des Kowhaiwhai, eine Malerei von abstrakten ornamentalen Mustern, die in den überlieferten Darstellungen bestimmend sind.

### Felsenmalerei

Carter's rockpool, Holzkohlezeichnungen, Opihi River, südliches Canterbury

Die Felsenmalerei kann auf die Zeit zurückverfolgt werden, als die Māori von Polynesien aus nach Neuseeland einwanderten und noch bevorzugt Moas jagten bis hin zum 15. oder 16. Jahrhundert. Die meisten Nachweise dieser Malerei beschränken sich auf den südlichen Teil der Südinsel von Neuseeland. Die vorherrschenden Motive sind menschlicher Figur, linienumzogen und farblich gefüllt. Auch stilisierte Taniwha-Figuren sind zu finden, ebenso wie einfache stilisierte Koru-Designs. Interessant in diesem Zusammenhang ist, dass die Funde von Felsenzeichnungen allesamt fernab des Nordens von Neuseeland liegen, von dem im Wesentlichen die Besiedlung Neuseelands ausging und zu Anfang das Zentrum der Besiedlung war.
Die wenigen Felszeichnungen, die auf der Nordinsel gefunden wurden, sind eher Relief-Zeichnungen, in denen Kanus grob und fahrig in den Stein geritzt wurden. Später kamen zu diesen Darstellungen, Zeichnungen von Segelschiffen, Häusern und Pferden hinzu, die aber zur Zeit des europäischen Einflusses gezählt werden müssen.

### Körperbemalung
Die Bemalung des eigenen Körpers wurde auch von den Māori praktiziert, stelle aber keine Kunstform im höheren Sinne dar, zu der es Experten bzw. Ausbildung gab. Jeder, ob alt oder jung, ob Mann oder Frau, ob Gesicht oder Körper, durfte sich bemalen. Erste Zeugnisse hierzu lieferten die Aufzeichnungen der ersten Europäer in Neuseeland.

### Malerei auf Holz

Pitau-Muster eines Kowhaiwhai-Designs (1896)

#### Kanus
Ein wichtiges Element in der Malerei der Māori, war die Bemalung der Kriegs-Kanus Waka taua, teilweise aus Gründen des Holzschutzes und aus religiösen Gründen. Dies allerdings zu trennen, ist nicht immer möglich. Die Außenhülle wurde bevorzugt mit einer rötlichen Ocker-Farbe gehalten, sowie die mit Schnitzereien versehenen Teile. In nördlichen Iwis wurden die Kanus auch mit schwarzem Bug und Achterteil versehen. Die Unterseiten erhielten ein Puhoro-Design, üblicherweise in schwarzen und weißen Farben gehalten. Die schwarze Farbe wurde aus Haifischöl vermischt mit Holzkohle hergestellt, wogegen die weiße Farbe aus gebranntem und gemahlenem weißen Ton mit Haifischöl produziert werden konnte. Das PuhoroDesign ist eines von zahlreichen Kowhaiwhai-Designs, die in der Māori-Kultur Verwendung fanden.

#### Paddel
Wenn Paddel bemalt und verziert wurden, bekamen sie in der Regel mit rötlichem Ocker gemalte Koru-Designs. Mit Schnitzereien verzierte Paddels wurden nur zu festlichen Anlässen verwendet, die farblich gestalteten hingegen waren für den täglichen Gebrauch. Allerdings kamen auch unverzierte zum Einsatz. Zeugnisse der voreuropäischen Paddelbemalung sind in den größeren Museen der Welt zu betrachten, waren die Paddel doch von den ersten Entdeckern Neuseelands leicht zu erhalten und zu transportieren. Eine große Kollektion von Paddel sind von Kapitän James Cooks Forschungsreisen beispielsweise im British Museum zu betrachten, aber auch im Linden-Museum in Stuttgart.

#### Dachbalken (Sparren) der Wharenui

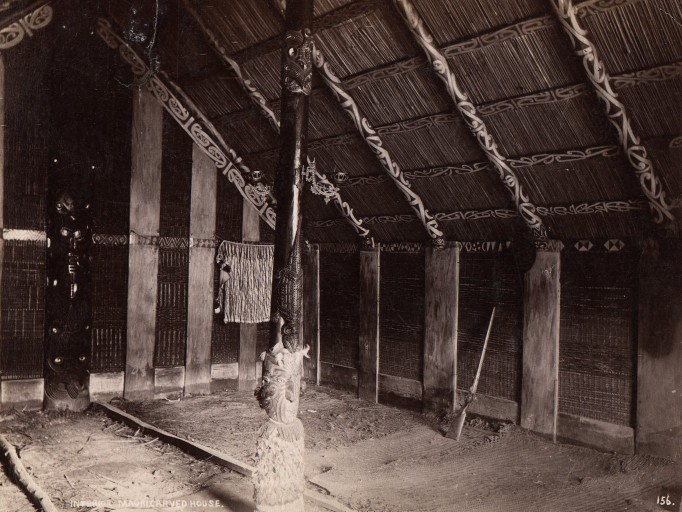
Innenansicht eines Versammlungshauses mit Kowhaiwhai-Muster auf den Dachbalken/-sparren (zw. 1880 und 1889)

Von den Malereien auf den innenseitigen Dachbalken in den Versammlungshäusern (Wharenui) sind ausschließlich Koru-Designs bekannt. Dass diese Designs schon vor der europäischen Besiedlung Neuseeland verwendet wurden, belegen die Felsmalereien aus der voreuropäischen Zeit. Die betreffende Malerei innerhalb der Häuser wurde im Februar 1777 von Anderson auf Cooks dritte Südsee-Expedition etwas ungenau beschrieben. Auch die ersten europäischen Reisenden, die in den 1820er und 1830er die Māori-Häuser auf ihren Reisen beschrieben, blieben in ihren Ausführungen bezüglich der innenseitigen Bemalungen vage.
Eine Zeichnung des Missionars Richard Taylor vom März 1839 wies erstmals auf die Existenz der mit Kowhaiwhai-Designs bemalten Dachbalken hin. Doch auch erhaltene Balken von älteren Häusern aus den Jahren 1842 und 1849 weisen auf die Bemalung hin.

### Figurative Darstellungen
Neben einigen figurativen Darstellungen in der Felsmalerei (s. o.) gab es einige frühe Hinweise, dass die Kunst der figurativen Zeichnungen und Malerei recht gut entwickelt war. Einen Beleg dafür geben uns die Aufzeichnungen Cooks aus dem Jahr 1777, in denen er seinem Erstaunen Ausdruck gab, als Māori für ihn auf Pergamentpapier eine Echse und einen Aal zeichneten. Weitere figurative Zeichnungen mit Kanus und Szenendarstellungen, auch mit Tusche auf Pergamentpapier gezeichnet, folgten im beginnenden 19. Jahrhundert. Doch schnell ließ sich anhand der Themen und der Entwicklung der Darstellungen der Einfluss europäischer Techniken erkennen.

## Malerei unter europäischem Einfluss
Unter dem Einfluss der europäischen Kultur begann man anfänglich europäische Symbole zu übernehmen. So entstanden zunächst Bemalungen an Versammlungshäusern, die Blumenmuster, Sterne oder andere Symboliken enthielten, wobei mit ihnen bevorzugt Fenster und Türeinrahmungen bemalt wurden. Auch wurden Personen dargestellt und Monster veränderten sich zu Beschützern. In den Jahren zwischen 1910 und 1930 begann man sogar die Muster der Tukutuku-Vertäfelung zu malen und nicht mehr zu flechten, eine Entwicklung, die sich aber nicht durchsetzte.
Im 20. Jahrhundert verstärkte sich das Bedürfnis, die Tradition zu bewahren, was den Fokus auf die Ausstattung der Versammlungshäuser als zentraler Ort und Darstellung der Māori-Kultur noch verstärkte, eine Entwicklung, die schon im 19. Jahrhundert begann, als man sich vom Kanu als identitätsstiftenden Besitz eines Stammes hin zum Versammlungshaus, dass den Stamm, seine Abstammung und dessen Kultur verkörperte, orientierte. Entsprechend wurde die Malerei der Dachbalken und Dachsparren nach dem, was man für traditionell hielt, gepflegt und ist heute in jedem Versammlungshaus zu besichtigen. Eine bebilderte Aufstellung von 29 verschiedenen heute noch verwendeten Mustern kann dem 1897 erschienenen Werk: Maori Art Band 2 von Augustus Hamilton entnommen werden.

## Zeitgenössische Malerei
Während die traditionelle und die adaptierte Kunst der Māori anfänglich noch aus praktischen und symbolischen Erwägungen erfolgte, änderte sich dies später durch den weiteren Einfluss europäisch geprägter Kultur und Unterdrückung, hin zur Formulierung von Protest gegen die gesellschaftlichen und kulturellen Veränderungen und zur Behauptung der eigenen Kultur, des eigenen Glaubens und der eigenen Identität. Es war ein sich allmählich verändernder gesellschaftlicher Prozess, der aber in den 1960er und 1970er Jahren durch den aufkommenden Nationalismus der Māori seinen Höhepunkt fand und von dem auch die Malerei nicht ausgenommen war.
Angestoßen in den 1920er Jahren durch Apirana Ngata, der sich als Minister für Ministry of Māori Affairs für die Sprache und die Kultur der Māori einsetzte, und durch Te Rangi Hīroas (Peter Buck) gesellschaftliches Wirken, begann die Suche nach der eigenen Identität. Schulen für Kunst und Kunsthandwerke entstanden. In den 1950er und 1960er Jahren begannen die Universitäten des Landes die Bewegung zu unterstützen.
Der stärker werdenden Identifikation der Māori mit ihrer Tradition und Herkunft, was auch in der Kunst seinen Widerhall fand, entsprach eine beachtenswerte Ausstellung im September 1984 im Metropolitan Museum of Art in New York. Es war das erste Mal, dass Māori über ein Komitee Einfluss auf die Art und Gestaltung einer Ausstellung nehmen konnten.
Einige zeitgenössische Maler maorischer Abstammung:
- Robyn Kahukiwa, 1938 in Sydney geboren, Ngāti Porou, Te Aitanga a Hauiti, Ngati Konohi, Te Whanau a Ruataupare, Malerei.[19]
- Sandy Adsett, 1939 in Wairoa geboren, seine Bilder haben Assoziationen zu den Designs und Muster der Dachbalken und -sparren der traditionellen Versammlungshäuser.[20][21]
- Kura Te Waru Rewiri, 1950 in Kaeo, Whangaroa Harbour geboren, Ngāti Kahu, Ngāpuhi, Ngāti Kauwhata, Ngāti Rang, von 1996 bis 2004 Dozentin in Māori Visual Arts an der Massey University in Palmerston North.[22]
- Shona Rapira Davies, 1951 in Auckland geboren, Ngati Wai, Malerei und Skulpturen.[23]
- Emily Karaka, 1952 in der Region Auckland geboren, Ngāti Tai ki Tāmaki, Ngati Hine, Ngāpuhi, Malerei.[24]
- Saffronn Te Ratana, 1975 in Neuseeland geboren, Ngāi Tuhoe, Malerei.[25]